# Bohumil Střemcha
Bohumil Střemcha (21. května 1878 Přívoz, Rakousko-Uhersko – 4. června 1966 Praha) byl český fotograf.

## Život a dílo
Narodil se jako jediné dítě drážního inženýra Eduarda Střemchy (1844–1908) a jeho manželky Marie, rozené Kinzelové (1855–??). V době narození Bohumila Střemchy žila rodina v dnešní Ostravě–Přívoze, kde byl otec zástupcem vedoucího železničních dílen. V roce 1889 se rodina přestěhovala do Floridsdorfu u Vídně, kde Eduard Střemcha pokračoval v profesní dráze u železnice. Bohumil Střemcha studoval techniku ve Vídni, fotografoval Alpy a momentky ve Vídni a dalších rakouských městech, od roku 1905 také v českých městech (Bílina, Nymburk, Poděbrady, Teplice).
S odchodem otce Eduarda Střemchy do důchodu se rodina odstěhovala v únoru 1908 do Prahy, kde otec v srpnu téhož roku zemřel.
V Praze Bohumil Střemcha rovněž fotografoval pouliční život. Svými fotografiemi přispíval do týdeníku Český svět.

## Bohumil Střemcha a Rukopisy královédvorský a zelenohorský
Bohumil Střemcha byl přesvědčen o pravosti Rukopisů a aktivně svými fotografickými znalostmi napomáhal získávání důkazů.
Ve svém názoru setrval do pozdního věku, kdy s ním těsně před jeho smrtí diskutoval o pravosti Rukopisů Miroslav Ivanov.